# Puerto Juárez
Puerto Juárez är en hamn i Mexiko.   Den ligger i delstaten Quintana Roo, i den östra delen av landet, 1 300 km öster om huvudstaden Mexico City. Puerto Juárez ligger 5 meter över havet.  Närmaste större samhälle är Cancún, 4,2 km väster om Puerto Juárez. 